# Nová Dubnica
Nová Dubnica es una ciudad del distrito de Ilava en la región de Trenčín, Eslovaquia, con una población estimada a final del año 2024 de 10 272 habitantes.
Se encuentra ubicado al norte de la región, cerca del río Váh (cuenca hidrográfica del río Danubio) y de la frontera con la República Checa.

## Demografía
| Año        | 1994   | 2004    | 2014    | 2024    |
| ---------- | ------ | ------- | ------- | ------- |
| Población  | 12 559 | 12 032  | 11 262  | 10 272  |
| Diferencia |        | −4,19 % | −6,39 % | −8,79 % |

| Año        | 2023   | 2024    |
| ---------- | ------ | ------- |
| Población  | 10 381 | 10 272  |
| Diferencia |        | −1,04 % |